# Матвийчук, Владимир Николаевич
Влади́мир Никола́евич Матвийчу́к (род. 29 декабря 1982, Бердичев) — украинский боксёр, представитель лёгкой и первой полусредней весовых категорий. Выступал за сборную Украины по боксу в конце 2000-х — середине 2010-х годов, чемпион национального первенства, победитель и призёр турниров международного значения, бронзовый призёр чемпионата Европы, участник летних Олимпийских игр в Рио-де-Жанейро. С 2017 года боксирует среди профессионалов.

## Биография
Владимир Матвийчук родился 29 декабря 1982 года в городе Бердичеве Житомирской области Украинской ССР. После окончания школы поступил в Житомирский государственный технологический университет, где обучался на факультетах экономики и физической культуры.
Активно заниматься боксом начал с раннего детства, проходил подготовку под руководством заслуженных тренеров Украины Игоря Анатольевича Матвийчука и Сергея Афанасьевича Стащенко, состоял в боксёрских клубах «Козак» и «Динамо-Колос».

### Любительская карьера
Впервые заявил о себе ещё 2006 году, став бронзовым призёром чемпионата Украины и выступив на чемпионате мира среди военнослужащих в Германии. Вскоре вошёл в состав украинской национальной сборной — с этого момента регулярно принимал участие в различных международных турнирах и матчевых встречах. Так, в 2007 году в матчевой встрече со сборной России встретился с олимпийским чемпионом Алексеем Тищенко, уступив ему по очкам. В 2008 году завоевал золотую медаль в зачёте украинского национального первенства.
Наибольшего успеха на международной арене добился в сезоне 2011 года, когда побывал на чемпионате Европы в Анкаре и привёз оттуда награду бронзового достоинства, выигранную в лёгкой весовой категории — на стадии полуфиналов был остановлен итальянцем Доменико Валентино.
В период 2015—2016 годов состоял в боксёрской команде «Украинские атаманы», выступавшей в полупрофессиональной лиге WSB. Здесь в числе прочего взял верх над россиянином Григорием Лазуненко. Также выходил на ринг против титулованного кубинца Ясниэля Толедо, но проиграл ему.
Благодаря череде удачных выступлений удостоился права защищать честь страны на летних Олимпийских играх в Рио-де-Жанейро, однако большого успеха здесь не добился, уже в стартовом поединке первого полусреднего веса потерпел поражение от представлявшего Азербайджан Лоренсо Сотомайора, который в итоге стал серебряным призёром. По окончании этих соревнований Владимир Матвийчук принял решение уйти из любительского олимпийского бокса, уступив место в сборной молодым украинским боксёрам.

### Профессиональная карьера
В 2017 году Владимир Матвийчук решил попробовать себя среди профессионалов и успешно дебютировал на профессиональном уровне.